# هيرفي أرسين
هيرفي أرسين (بالفرنسية: Hervé Arsène) هو مدرب كرة قدم ولاعب كرة قدم فرنسي في مركز الدفاع، ولد في 30 أكتوبر 1963 في نوسي بي في مدغشقر. شارك مع منتخب مدغشقر لكرة القدم. أما مع النوادي، فقد لعب مع نادي لانس ونادي لو روتش.

## وصلات خارجية
- هيرفي أرسين على موقع الاتحاد الدولي (مؤرشف)  (الإنجليزية)
- هيرفي أرسين على موقع قاعدة بيانات كرة القدم.إي يو (الإنجليزية)
- هيرفي أرسين على موقع ناشيونال فوتبول تيمز (الإنجليزية)
- هيرفي أرسين على موقع عالم كرة القدم.نت (الإنجليزية)